# Michael Parenti
Michael Parenti (nacido en 1933) es un historiador e intelectual estadounidense destacado por su historia de las clases populares y la crítica de los medios masivos de comunicación.
Parenti recibió su doctorado en ciencias políticas en la Universidad de Yale y ha sido profesor en diversas universidades, colleges y otras instituciones educativas. Es autor de casi una veintena de libros y ha publicado más de 250 artículos (2006), tanto en publicaciones académicas, periódicas y medios de comunicación. Sus libros han sido traducidos a cerca una docena de idiomas. Parenti también ofrece conferencias en campus universitarios de los Estados Unidos, y sus alocuciones y comentarios son retransmitido tanto dentro de su país como en el resto del mundo. Su libro, El asesinato de Julio César, fue nominado para el premio Pulitzer.

## Descripción de la obra
La obra de Parenti se ha caracterizado por un intento de dar una visión alternativa a la historia escrita por la clase dominante. Por ejemplo, su libro El asesinato de Julio César es un intento de escribir la historia de las clases populares romanas y sus luchas políticas, criticando insistentemente la visión conservadora transmitida por la mayoría de historiadores de la antigüedad, generalmente partidarios o simpatizantes de la clase dominante.
Otro de los temas recurrentes de los libros de Parenti es la clase de los caballeros historiadores, es decir, aquellos historiadores modernos con puntos vista conservadores que han repetido acríticamente consignas contra las clases populares tachándolas de "chusma de vagos" o "masa insensible" (p. 197, El asesinato de Julio César).

## Posturas políticas
Parenti es conocido por sus firmes convicciones políticas de izquierda. Esas visiones le han llevado a interesarse por la historia del período comunista soviético. Considera además que el capitalismo se devora a sí mismo, y le niega la posibilidad de crear prosperidad a las sociedades.
Durante el mandato de Mijaíl Gorbachov, Parenti fue muy crítico con los movimientos reformistas como la "perestroika" o "glásnost" llevados a cabo por Gorbachov. Parenti argumentó que esas políticas comportarían la introducción del capitalismo en la URSS. En su libro Blackshirts and Reds, hace un trabajo crítico sobre el número de víctimas del estalinismo, donde cita el trabajo de J. Arch Getty, situando el número de víctimas en 799.455, que registran las cifras de ejecuciones en el período 1921-1953.

## Libros de Michael Parenti
- The Anti-Communist Impulse, Random House, 1970.
- Democracy for the Few, primera edición 1976, séptima edición 2001.
- Power and the Powerless, St. Martin's Press, 1978.
- Inventing Reality: the Politics of News Media, primera edición 1986, segunda edición 1993.
- The Sword and the Dollar: Imperialism, Revolution and the Arms Race, St. Martin's, 1989.
- Make-Believe Media: the Politics of Entertainment, St. Martin's Press, 1992.
- Land of Idols: Political Mythology in America, St. Martin's, 1993.
- Against Empire, City Lights, 1995.
- Dirty Truths, City Lights Books, 1996. Incluye algunos ensayos autobiográficos.
- Blackshirts & Reds: Rational Fascism and the Overthrow of Communism, City Lights Books, San Francisco, 1997.
- America Besieged, City Lights, 1998.
- History as Mystery, City Lights, 1999. Traducción castellana: La Historia como misterio, Ed Hiru.
- The Terrorism Trap: September 11 and Beyond, City Lights, 2002.
- The Assassination of Julius Caesar: A People's History of Ancient Rome, The New Press, 2003.
- To Kill a Nation: The Attack on Yugoslavia, Verso, 2000.[2][3]
- Superpatriotism, City Lights, 2004.
- The Culture Struggle, Seven Stories Press, 2006.

## Obras
- M. Parenti (1999): History as Mystery, City Lights. [Existe traducción castellana, La Historia como misterio, Editorial Hiru, Hondarribia (Guipuzkoa, España), ISBN 978-84-95786-40-1  ].
- M. Parenti (2003): The assassination of Julius Caesar. A people's history of Ancient Rome. [Existe traducción española, El asesinato de Julio César: Una historia del pueblo de antigua Roma, Editorial Hiru, Hondarribia (Guipuzkoa, España), 2005 ISBN 84-95786-72-9  ].